# ɿ
ɿ，是表示舌尖前不圓唇元音的音標符號。在北京官話中，此音就是「資、疵、斯」（普通話拼音順序是「zī、cī、sī」，注音符號依序爲「ㄗ、ㄘ、ㄙ」）的元音。
由於此音標現在並不獲官方的國際音標接受，語音學界提出了多種新說。
其中，傳統的語言學者描述它有「buzzing聲」。不少現代的語言學者則描述它是音節化的輔音，但有很弱的摩擦，把它寫作[z̩]。以「sī」爲例，就是[sz̩˥]。
而對多數人來說，擦音僅持續在元音之前，舌頭和牙齒的位置不變，但是舌頭的接觸略微降低，以从一開始排除高度近似的元音。UCL的John Wells使用了更詳細的轉寫，把它寫作[z̞ᵚ]（如「si」寫作[sz̞ᵚ]），以上標符號表示元音化的特徵，並在/z/下面加上低降符號表示發音時舌头足夠放鬆以除阻。Sang-Im Lee-Kim則將它定爲音節性的齒齦近音/ɹ̩/。
另有香港學者則將它定爲閉後不圓唇元音/ɯ/（如「si」寫作/s͡ɯ/），以表示擦音的發音機制會衍生爲元音。